# Landgericht der Freiherren von Löw
Das Landgericht der Freiherren von Löw (Großherzoglich Hessisches Landgericht der Freiherren von Löw) war ein Landgericht im Großherzogtum Hessen, das nur von 1822 bis 1825 bestand.

## Vorgeschichte
Ab 1821 trennte das Großherzogtum Hessen auch auf der unteren Ebene die Rechtsprechung von der Verwaltung. 
Die bisher von den Ämtern wahrgenommenen Aufgaben wurden nun von Landratsbezirken (zuständig für die Verwaltung) und Landgerichten (zuständig für die Rechtsprechung) wahrgenommen. Dabei konnte der Staat aber die bestehenden Rechte der Standesherren und der Inhaber von Patrimonialgerichten nicht antasten. Dazu mussten zwischen dem Staat und den einzelnen Inhabern der Rechte Verträge abgeschlossen werden.

## Gründung
1822 gelang es dem Staat einen entsprechenden Vertrag mit den Freiherren Löw von Steinfurth zu schließen und die Struktur von deren Patrimonialgerichten der 1821 eingeführten Struktur der staatlichen Institutionen anzupassen. Dazu wurden die in den Patrimonialgerichten wahrgenommenen Aufgaben der Verwaltung dem Landratsbezirk Butzbach übertragen, für die Aufgaben der Rechtsprechung aber das Großherzoglich Hessische Landgericht der Freiherren von Löw gegründet. Die Freiherren von Löw vereinigten darin ihre beiden Patrimonialgerichte, das Patrimonialgericht Steinfurth und das Patrimonialgericht Ziegenberg, zu einem Landgerichtsbezirk mit Sitz in Friedberg. Landrichter wurde der bisherige Justiz-Amtmann Daniel Lebrecht Langsdorf.

## Bezirk
Der Gerichtsbezirk umfasste:
| Gemeinde         | Herkunft                      | Zugang | Abgang | Nach                  |
| ---------------- | ----------------------------- | ------ | ------ | --------------------- |
| Langenhain       | Patrimonialgericht Ziegenberg | 1822   | 1825   | Landgericht Friedberg |
| Nieder-Florstadt | Patrimonialgericht Steinfurth | 1822   | 1825   | Landgericht Friedberg |
| Ober-Florstadt   | Patrimonialgericht Steinfurth | 1822   | 1825   | Landgericht Friedberg |
| Steinfurth       | Patrimonialgericht Steinfurth | 1822   | 1825   | Landgericht Friedberg |
| Wisselsheim      | Patrimonialgericht Steinfurth | 1822   | 1825   | Landgericht Friedberg |
| Ziegenberg       | Patrimonialgericht Ziegenberg | 1822   | 1825   | Landgericht Friedberg |

## Ende
Das Geschäftsaufkommen dieses winzigen Landgerichtsbezirks aus sechs Dörfern war offensichtlich derart minimal, dass die Freiherren von Löw bereits nach weniger als drei Jahren den Versuch aufgaben, ihre angestammte Patrimonialgerichtsbarkeit in dieser modernisierten Form weiter zu betreiben. Unter dem 16. April 1825 schlossen sie einen Vertrag mit dem Großherzogtum und traten ihre entsprechenden Rechte ab. Das Großherzogtum gliederte die Orte, für die das Landgericht der Freiherren von Löw bisher zuständig gewesen war, zum 1. Oktober 1825 in das (staatliche) Landgericht Friedberg ein.